# Stonebeck Down
Stonebeck Down est une paroisse civile du Yorkshire du Nord, en Angleterre.